# Schloßplatz (Stuttgart)
Schloßplatz (pol. Plac Pałacowy) – największy plac w Stuttgarcie, w dzielnicy Mitte, znajdujący się przed Nowym Pałacem, który został zbudowany w latach 1746–1807. Od momentu wybudowania do połowy XIX w był używany jako teren defilad wojskowych i nie był otwarty do użytku publicznego. Znajduje się tuż obok dwóch innych popularnych placów w Stuttgarcie: Karlsplatz na południu i Schillerplatz na południowym zachodzie. Königstraße (ul. Królewska) przecina plac z północy na południe.
Nowy Pałac i okoliczne tereny są własnością publiczną od 1918 roku.
Wraz z dużą częścią Stuttgart-Mitte, Nowy Pałac został poważnie uszkodzony podczas alianckich ataków bombowych z okresu II wojny światowej, a budynek został odrestaurowany w latach 1958–1964. We wnętrzach budynku mieszczą się krajowe ministerstwa kultury i finansów Badenii-Wirtembergii.
Aż do lat 60. Königstraße, który przecina plac, prowadzony był ruch samochodowy i ciężarowy. Od tego czasu wybudowano podziemny odcinek kolei Stadtbahn Stuttgart, a tunele zostały zbudowane w celu przekierowania ruchu z placu i Königstraße.
Cały plac został całkowicie odremontowany w 1977 r., z okazji wystawy Bundesgartenschau w Stuttgarcie. Trawniki i kwietniki zostały odnowione w 2006 roku, po zakończeniu finałów mistrzostw świata w 2006 roku.